# 달팽이축
달팽이축(modiolus, 와우축)은 달팽이관의 원뿔 모양의 중심 축이다. 달팽이축은 해면골로 구성되어 있으며 달팽이관은 인간의 중심 축을 중심으로 약 2.75배 회전한다. 달팽이관 신경과 나선 신경절이 그 안에 위치한다. 달팽이관 신경은 달팽이관 내에 위치한 수용체로부터 자극을 전달한다.
그림은 뼈 미로(osseous labyrinth)를 보여준다. 달팽이축에는 이름표가 붙어 있지 않고, 그것은 달팽이관의 나선형 축에 있다.

## 같이 보기
- 볼굴대 (modiolus)
- 두극신경세포 (bipolar neuron)